# Собор Святого Иосифа (Уилинг)
Собор святого Иосифа (англ. Saint Joseph's Cathedral) — католический собор в городе Уилинг штата Западная Виргиния (США). Кафедральный храм епархии Уилинг-Чарлстона. Находится на территории исторического района «Восточный Уилинг», который входит в состав Национального реестра исторических мест США.
Здание в неороманском стиле построено в 1926 году по проекту архитектора Эдуарда Вебера. Храм был освящён в апреле 1926 года епископом Джон Джозефом Суинтом. В 1973 году храм был отремонтирован в соответствии с рекомендациями Второго Ватиканского Собора.